# Joseval Peixoto
Joseval Peixoto Guimarães, mieux connu comme Joseval Peixoto (né le 26 septembre 1938 à Rio de Janeiro), est un journaliste, animateur de radio et avocat brésilien.

## Biographie et carrière
Né dans la capitale de l'époque, il revient à l'âge de deux ans avec sa famille dans la ville de Rancharia, à l'intérieur de São Paulo. Plus tard, la famille a déménagé au nord du Paraná et s'est installée à Arapongas. Joseval est ensuite allé étudier dans un internat à Paraguaçu Paulista, où il a terminé ses études secondaires.
Il a commencé sa carrière en tant qu'animateur au Rádio Clube Marconi, à Paraguaçu Paulista. Cependant, son intérêt pour le métier de journaliste s'est manifesté à Presidente Prudente, où il s'est installé en 1955, afin de terminer ses études secondaires. Là, il rejoint Rádio Presidente Prudente, où il lit des chroniques, est acteur de radio, tête d'affiche d'un journal de création orale, présente des programmes en auditorium, raconte des messes, du football et du carnaval. Il était également présentateur sur des plateformes politiques.
Embauché comme commentateur sportif par Rádio Bandeirantes, à São Paulo, l'opportunité s'est présentée d'étudier le droit à la Faculté de Droit du Largo de São Francisco (FD-USP) de l'Université de São Paulo (USP), où il a obtenu son diplôme en 1965, ayant été le conférencier de la classe.
Joseval Peixoto n'a pas commencé à exercer le droit dès sa sortie de l'université et envisageait de commencer une carrière d'avocat lorsqu'il se serait imposé dans le monde de la radio et qu'il pourrait imposer un contrat de travail. La consécration intervient en 1970, lors de la Coupe du monde au Mexique. En 1974, après avoir quitté Rádio Bandeirantes, il revient à Rádio Jovem Pan, où il fait ses débuts le jour de la finale de la Coupe du monde en Allemagne, racontant le match São Paulo x Portuguesa pour le championnat brésilien, accueilli par Osmar Santos. En 1978, il a raconté sur Rádio Tupi. Deux ans plus tard, il quitte la radiodiffusion sportive et se tourne vers le journalisme généraliste, en assumant le rôle de présentateur du Jornal da Manhã,. Il a également travaillé à TV Manchete et TV Cultura, où il a présenté le programme Vox Populi.
À son retour du Mexique, il a cherché un cabinet d'avocats et a été embauché pour travailler dans le domaine pénal. Il a occupé le poste de procureur de la justice militaire de l'État de São Paulo. Environ deux ans après avoir commencé à exercer le droit, Joseval Peixoto a créé son propre cabinet d'avocats et s'est consacré au jury pendant une dizaine d'années. À cette époque, il a vécu avec de grands avocats, tels que Waldir Trocoso Peres, Raimundo Pascoal Barbosa et l'ancien ministre du juge Márcio Thomaz Bastos, entre autres.
Il a travaillé dans l'une des stations de radio les plus importantes du Brésil, la radio Jovem Pan, où il a été l'un des présentateurs du Jornal da Manhã. Le 14 août 2018, Peixoto a cessé d'être présentateur au Jornal da Manhã et a commencé à faire uniquement le monologue de clôture du journal, jusqu'au 21 décembre, date à laquelle il a terminé son travail à la station. Il a également travaillé à SBT, où il a fait ses débuts sur Le 30 mai 2011, en tant que présentatrice du nouveau SBT Brasil, aux côtés de Rachel Sheherazade. Le 9 octobre 2017, SBT a confirmé son départ de l'information télévisée en raison de la résiliation du contrat après une reformulation de la grille de la chaîne. Le 2 octobre 2018, il a été confirmé comme nouvelle recrue à TV Gazeta en tant que commentateur pour Jornal da Gazeta. Le 7 novembre, il a été l'un des licenciés en raison des coupes dans le journalisme de la chaîne, mais il a continué à travailler à Gazeta, car il était responsable du retour du Desafio ao Galo, un tournoi de football amateur que la chaîne a diffusé en 2019. En février 2019. , Joseval revient pour raconter le Desafio ao Galo, diffusé pour la première fois sur TV Gazeta où il reste jusqu'en juillet. En septembre 2019, le tournoi a commencé à être diffusé sur RBTV. En octobre 2019, le programme Internet Vamos Falar do Brasil (Parlons du Brésil) a été créé, disponible sur YouTube. Le 20 janvier 2022, le programme sera diffusé sur TV Jovem Pan News.
Aujourd'hui, elle dispose de son propre cabinet d'avocats, le cabinet Joseval Peixoto e Advogados Associados.